# Iviers
Iviers is een gemeente in het Franse departement Aisne (regio Hauts-de-France) en telt 168 inwoners (2005). De plaats maakt deel uit van het arrondissement Vervins.
Iviers ligt in de streek Thiérache. In dit gebied hebben vanaf het eind van de jaren 50 veel Nederlandse kunstenaars, schrijvers en journalisten een tweede huis, onder andere: Bert Schierbeek, Inge Behling, Remco Campert, Martin Sommer.

## Geografie
De oppervlakte van Iviers bedraagt 7,5 km², de bevolkingsdichtheid is 22,4 inwoners per km².

## Demografie
Onderstaande figuur toont het verloop van het inwonertal (bron: INSEE-tellingen).
Vanwege een beveiligingsprobleem met de MediaWiki Graph-software is het momenteel niet mogelijk deze grafiek weer te geven. Zodra de software is bijgewerkt zal de grafiek vanzelf weer zichtbaar worden.

## Geboren
- Paul Codos (1896-1960), luchtvaartpionier